# Bruno (priimek)
Bruno je priimek več znanih oseb:
- Frank Bruno (*1961), angleški boksar
- Giordano Bruno (1548—1600), italijanski filozof, astronom in pesnik
- Giuseppe Bruno (1875—1954), italijanski rimskokatoliški duhovnik in kardinal